# BMW E32
En 1987, BMW presentó la segunda generación de la serie 7, conocida como E32. 
Destinada a la gama de lujo del mercado, el coche ofrecía algunas de las últimas innovaciones en tecnología automotriz, y un nuevo diseño del motor V12. Algunas opciones de lujo que figuran en la E32 incluían teléfono integrado y fax, un enfriador de vino, doble acristalamiento, control electrónico de estabilidad, y un sistema que incrementa automáticamente la presión de los limpiadores del parabrisas, para mantener firmemente presionado en el cristal en la autopista. El E32 fue el primer automóvil de BMW en adherirse al límite de velocidad de 250 km/h (155,37 mp/h). Según el folleto oficial de 1987, el 750iL podría alcanzar los 300 km/h (186,4 mph).

## Versión larga
El coche también tenía disponible una versión larga (indicado por una «L» después del número de modelo), en cuyo caso era de 11,4 cm (4,5 in) para las piernas estaba en la parte trasera. Fue en los años 1988-1995 en los EE. UU.

## 750iL Highline
El BMW 750iL Highline fue el principio de la línea E32, con una gran cantidad de lujo, como la parte trasera de cuero, climatizador dual montado en la consola central, con calefacción y asientos traseros regulables eléctricamente, mesas de nogal plegables, dos vasos de cristal perfectamente situado en el coolbox, quitasol en la parte trasera y laterales. Con calefacción y ventilación independientes, sino que también se añade una segunda batería en el maletero y un segundo alternador para suministrar energía a todos estos lujos. El paquete adicional Highline costaba más de 10 000 €, y sólo estaba disponible en el 750iL, con lo que el precio total era más de dos veces el modelo "básico" 730i.

## Motores
El E32 se ofrece con diferentes motores, todos de gasolina. Las versiones de introducción, el 730i y 735i utilizan un motor de 6 cilindros en línea, mientras que el 750i utiliza el nuevo motor V12 que produce 300 CV. En 1992, se introdujo un nuevo motor V8 de 32 válvulas. El 730i tiene el motor de 3 litros, mientras que el nuevo 740i tiene un motor de 4 litros. Ambas versiones se asociaron a una nueva transmisión automática de 5 velocidades hecha por ZF. En algunos países, había serios problemas con el motor M60 debido a la corrosión de su bloque de cilindros. El revestimiento de los cilindros se desgasta rápidamente, causando que el motor pierda la compresión, que causó el ralentí del motor y, finalmente, que no funcione. Muchos motores fueron sustituidos por la garantía, el problema se ha solucionado mediante el uso de un material diferente, el Alusil. 
BMW ha seguido ofreciendo los 730i con el motor de 6 en línea M30 (así como el V8) en Europa hasta 1994, cuando se introdujo al E38.
Externamente, la característica rejilla de "riñones" de BMW presentaba diferencias en su diseño, en función de la versión: todos los modelos de 6 cilindros empleaban una rejilla estrecha, mientras que las versiones con motores de 8 y 12 cilindros emplean una rejilla de riñones anchos. Esta peculiaridad no se observó en los modelos posteriores.
| Periodo                        | 1986-1994                                         | 1986-1992                                         | 1992-1994                                         | 1986-1992                                         | 1986-1992                                         | 1992-1994                            | 1987-1994                                             |         |         |         |
| Identificación del motor       | M30 B30                                           | M30 B30                                           | M60 B30                                           | M30 B35M                                          | M30 B35M                                          | M60 B40                              | M70 B50                                               |         |         |         |
| Tipo de motor                  | L6 12v, catalizador                               | L6 12v                                            | V8 32v                                            | L6 12v                                            | L6 12v, catalizador                               | V8 32v                               | V12 24v                                               |         |         |         |
| Diámetro x carrera             | 89.0 mm × 80.0 mm                                 | 89.0 mm × 80.0 mm                                 | 84.0 mm × 67.6 mm                                 | 92.0 mm × 86.0 mm                                 | 92.0 mm × 86.0 mm                                 | 89.0 mm × 80.0 mm                    | 84.0 mm × 75.0 mm                                     |         |         |         |
| Cilindrada                     | 2985 cm³                                          | 2985 cm³                                          | 2997 cm³                                          | 3430 cm³                                          | 3430 cm³                                          | 3982 cm³                             | 4988 cm³                                              |         |         |         |
| Relación de compresión         | 9.0: 1                                            | 9.2: 1                                            | 10.5: 1                                           | 10.0: 1                                           | 9.0: 1                                            | 10.0: 1                              | 8.8: 1                                                |         |         |         |
| Potencia máxima: CV (kW) @ rpm | 188 CV (138 kW) @ 5800                            | 197 CV (145 kW) @ 5800                            | 218 CV (160 kW) @ 5800                            | 218 CV (160 kW) @ 5500                            | 211 CV (155 kW) @ 5700                            | 286 CV (210 kW) @ 5800               | 299 CV (220 kW) @ 5200                                |         |         |         |
| Par máximo: Nm @ rpm           | 260 Nm @ 4000                                     | 275 Nm @ 4000                                     | 290 Nm @ 4500                                     | 315 Nm @ 4000                                     | 305 Nm @ 4000                                     | 400 Nm @ 4500                        | 450 Nm @ 4100                                         |         |         |         |
| Tracción                       | Trasera                                           | Trasera                                           | Trasera                                           | Trasera                                           | Trasera                                           | Trasera                              | Trasera                                               | Trasera | Trasera | Trasera |
| Transmisión                    | Manual, 5 velocidades / Automática, 4 velocidades | Manual, 5 velocidades / Automática, 4 velocidades | Manual, 5 velocidades / Automática, 5 velocidades | Manual, 5 velocidades / Automática, 4 velocidades | Manual, 5 velocidades / Automática, 4 velocidades | Automática, 5 velocidades            | Automática, 4 velocidades / Automática, 5 velocidades |         |         |         |
| Aceleración 0–100 km/h         | 9.4 s                                             | 9.3 s                                             | 8.5 s                                             | 8.2 s                                             | 8.3 s                                             | 7.4 s                                | 7.4 s                                                 |         |         |         |
| Velocidad máxima               | 222 km/h                                          | 230 km/h                                          | 233 km/h                                          | 235 km/h                                          | 232 km/h                                          | 240 km/h (Limitada electrónicamente) | 250 km/h (Limitada electrónicamente)                  |         |         |         |
| Consumo combinado (L/100 km)   | 9.4                                               | -                                                 | 10.2                                              | -                                                 | 9.7                                               | 9.9                                  | 10.9                                                  |         |         |         |

## Competencia
Situado en el extremo superior del mercado, el E32 es el principal rival del Mercedes-Benz Clase S (modelos W126 y W140 de 1991) y del Audi 200.. Otros competidores son el Jaguar XJ, Lexus LS y Infiniti Q. Los competidores más lejanos fueron el Cadillac Fleetwood y el Opel Senator.